# Latino Galasso
Latino Galasso   (Zadar, 25 d'agost de 1898 - Rovereto, 29 de juliol de 1949) fou un remer italià que va competir durant la dècada de 1920. Era nascut a Zara, província del Regne d'Itàlia en el període d'entreguerres.
El 1924 va prendre part en els Jocs Olímpics de París, on disputà la prova del vuit amb timoner del programa de rem, en què guanyà la medalla de bronze.